# Хернандо (Мисисипи)
Хернандо (енгл. Hernando) град је у америчкој савезној држави Мисисипи.

## Демографија
По попису из 2010. године број становника је 14.090, што је 7.278 (106,8%) становника више него 2000. године.
| Група             | 2000.         | 2010.          |
| Белци             | 5.054 (74,2%) | 11.171 (79,3%) |
| Афроамериканци    | 1.463 (21,5%) | 1.842 (13,1%)  |
| Азијати           | 45 (0,7%)     | 145 (1,0%)     |
| Хиспаноамериканци | 207 (3,0%)    | 774 (5,5%)     |
| Укупно            | 6.812         | 14.090         |